# Santa Monica Mountains
Die Santa Monica Mountains sind eine Bergkette nördlich von Santa Monica im südlichen Kalifornien. Das Gebirge erstreckt sich über 64 km in west-östlicher Richtung von Point Mugu im Ventura County bis zu den Hollywood Hills in Los Angeles. Auf dem Rücken der Bergkette verläuft der Mulholland Drive. Dort befindet sich auch der wohl meistfotografierte Berg Kaliforniens, der Mount Lee, auf dessen Südseite der Hollywood-Schriftzug montiert ist.
Die höchsten Erhebungen der Santa Monica Mountains sind der Sandstone Peak, auch Mount Allan genannt, mit 950 m, die Tri-Peaks mit 917 m und der Exchange Peak  mit 899 m. Das Ökosystem des Gebirges beherbergt eine Vielzahl verschiedener Spezies, unter anderem die Regenbogenforelle und einige wenige Pumas. Ein großer Teil des Gebirges ist Teil des Santa Monica Mountains National Recreation Area, einem National Recreation Area (Erholungsgebiet von Nationaler Bedeutung).
In den Santa Monica Mountains gibt es über 1.000 archäologische Fundstellen, die meisten von den Tongva und den Chumash.